# Koloskopie
Eine Koloskopie, auch Darmspiegelung oder Colonoskopie (von „Colon“, dem mittleren Abschnitt des Dickdarms), dient der Untersuchung des Dickdarmes und meistens auch der angrenzenden Zentimeter des Dünndarmes. 

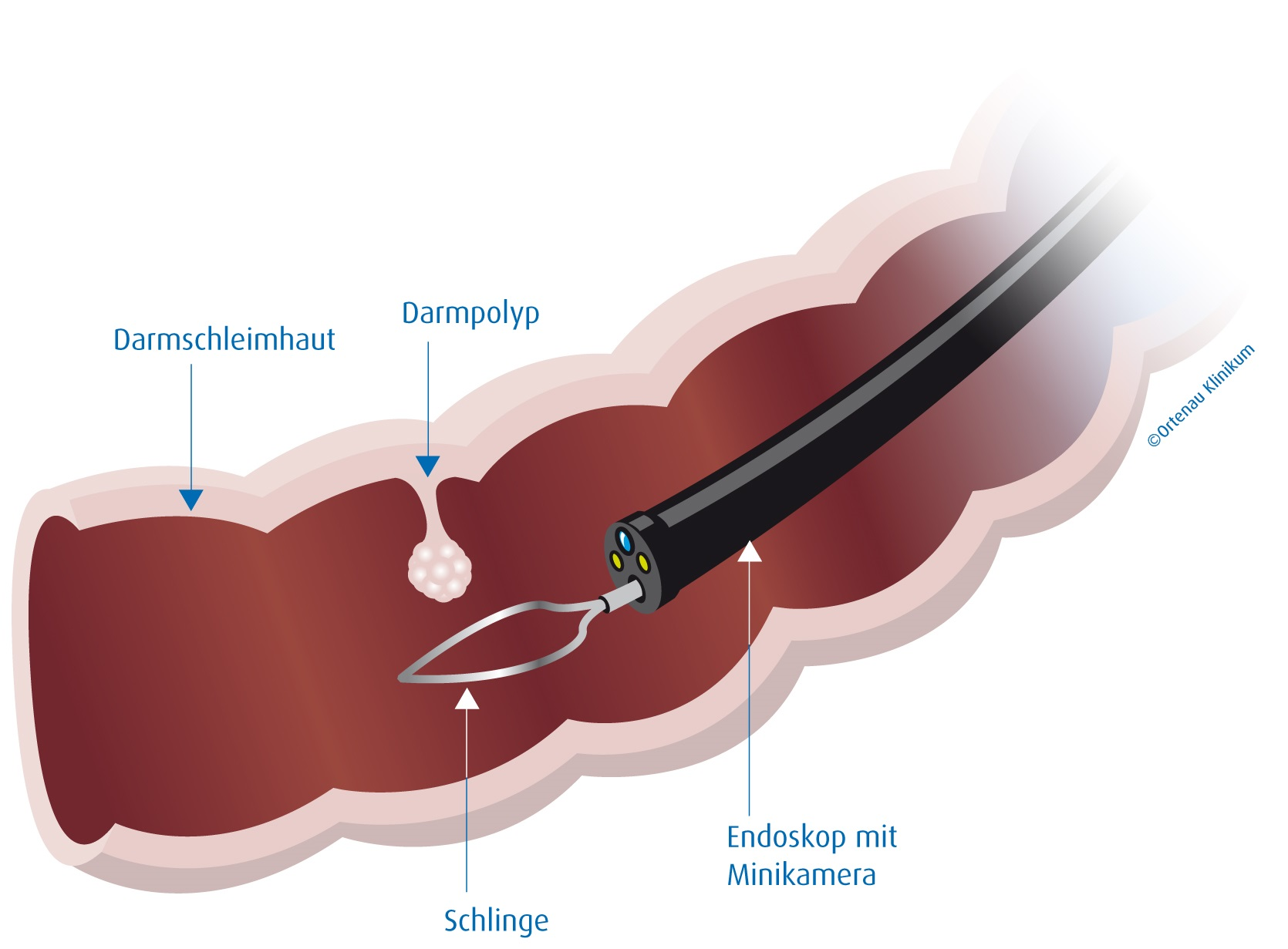
Modelldarstellung einer Darmspiegelung

Ein Pionier auf dem Gebiet war der Schweizer Peter Deyhle (1969).

## Indikation
Als Gründe (Indikation) für die Durchführung einer Koloskopie gelten:
- Vorsorgekoloskopie ab dem 50. Lebensjahr
- Vorsorgekoloskopie bei familiären Formen des kolorektalen Karzinoms bereits vor dem 20. Lebensjahr
- Blut im Stuhl (Haemoccult positiv)
- Rektaler Blutabgang oder Teerstuhl bei unauffälliger Gastroskopie
- Tumorsuche insbesondere bei unklarer Gewichtsabnahme oder Metastasen bei unbekanntem Primärtumor
- Verdacht auf eine chronisch-entzündliche Darmerkrankung
- Verdacht auf eine sonstige entzündliche Darmerkrankung
- Unklare Stuhlgangsveränderungen wie Verstopfung (Obstipation) und/oder Durchfall (Diarrhoe)
- Unklare Mittel- und Unterbauchbeschwerden
- Kontrolluntersuchung nach Darmkrebstherapie und/oder Polypektomie

## Alternativen
Bevor zu einer Koloskopie durch den behandelnden Arzt oder Gastroenterologen geraten wird, kommt es zunächst zu einer ausführlichen Anamnese über familiäre Vorbelastung sowie das Appetitverhalten, Gewichtsverlust ohne Diätanstrengung, Schmerzen, Übelkeit, Erbrechen, Blähungen oder Stuhlgang, die beim Verdacht auf eine Darm-Erkrankung verändert sein können.
Durch das Abhören des Bauches werden Darmgeräusche erkannt, die Rückschlüsse auf die Darmfunktion geben können. Das Abtasten von möglichen Widerständen (z. B. Tumoren), Abklopfen (Perkussion) und die Inspektion des Bauches dienen ebenfalls als weitere Möglichkeit, den Magen-Darm-Trakt auf Veränderungen hin zu beurteilen. Auch die rektale Untersuchung kann zu einer alternativen Untersuchung beitragen, wodurch Schleimhautverhältnisse und untere Darmabschnitte beurteilt werden können.
Die Stuhluntersuchung durch einen Schnelltest auf okkultes (nicht sichtbares) Blut im Stuhl zählt ebenso wie die Koloskopie zur Darmkrebsvorsorge. Der Test wird Männern und Frauen ab dem 50. Lebensjahr nach Leitlinien jährlich empfohlen, die Krankenkassen zahlen den Test ab dem 50. Lebensjahr. Eine regelmäßige Teilnahme ist wichtig, um die Chance der frühen Diagnostizierung eines positiven Testergebnisses zu erhöhen. Ein solches positives Testergebnis (also Blut im Stuhl) ist eine Indikation für die Koloskopie. Ein negatives Testergebnis ist aber kein sicheres Kriterium, einen Darmkrebs auszuschließen. Der Gemeinsame Bundesausschuss (G-BA) hat im April 2016 beschlossen, dass bei der Früherkennung von Darmkrebs zukünftig neue Testverfahren anzuwenden sind. Quantitative immunologische Tests zum Nachweis von nicht sichtbarem Blut im Stuhl (iFOBT) lösen den derzeit verwendeten Gujak-basierten Test (gFOBT) ab. Der iFOBT soll mit einer 5 % höheren Wahrscheinlichkeit eine Erkrankung aufdecken.
Der Kolonkontrasteinlauf, der mittels konventioneller Röntgenaufnahmen Dickdarm und Rektum darstellen kann, wird zunehmend von der virtuellen Koloskopie abgelöst, da diese zuverlässiger Tumoren und andere Veränderungen erkennen kann. Weitere bildgebende Verfahren sollen in Zukunft eine größere Rolle spielen, wie z. B. die Kolonkapsel-Endoskopie. Mittels einer Videokamera ist eine nichtinvasive, sehr genaue Darstellung des Darmes schneller sowie ohne große Vorbereitung und Belastung für den Patienten durchführbar.

## Vorbereitung
Vor der Untersuchung muss der Dickdarm entleert werden, damit die Untersuchung nicht durch Stuhlreste behindert wird. Dafür wird am Vortag oder gelegentlich auch einige Stunden vor der Untersuchung ein starkes Abführmittel meistens in Form einer orthograden Darmspülung, seltener als Einlauf, verabreicht. Das Abführen mittels PEG-Abführlösung empfinden viele Patienten als belastend und unangenehm. Bis Anfang des 21. Jahrhunderts mussten 3 bis 5 Liter wenig wohlschmeckende Flüssigkeit innerhalb weniger Stunden getrunken werden. Der unangenehme Geschmack kann durch Kühlung der Lösung oder Mischung mit klarem Apfelsaft abgemildert werden. Es sind auch 2-Liter-Präparate mit Zitronen- oder Orangengeschmack auf dem Markt, die den Vorgang erleichtern sollen. Wer das Abführmittel nicht trinken kann oder will, kann die Lösung auch über eine Magensonde erhalten. Es gibt auch die Möglichkeit, mit der Kombination von osmotischen und motilitäts- und sekretionsbeeinflussenden Abführmitteln den Darm zu reinigen. Zwar muss der Patient dabei auch viel trinken (Tee, Wasser usw.), aber das Trinken fällt ihm meistens leichter. Der Nachteil dieser Methode liegt darin, dass es hierbei häufiger zu Elektrolytverschiebungen im Wasser- und Mineralhaushalt des Körpers kommt, die Kreislaufbelastung höher sein kann und der Darm nicht ganz so sauber wird.

## Gerät

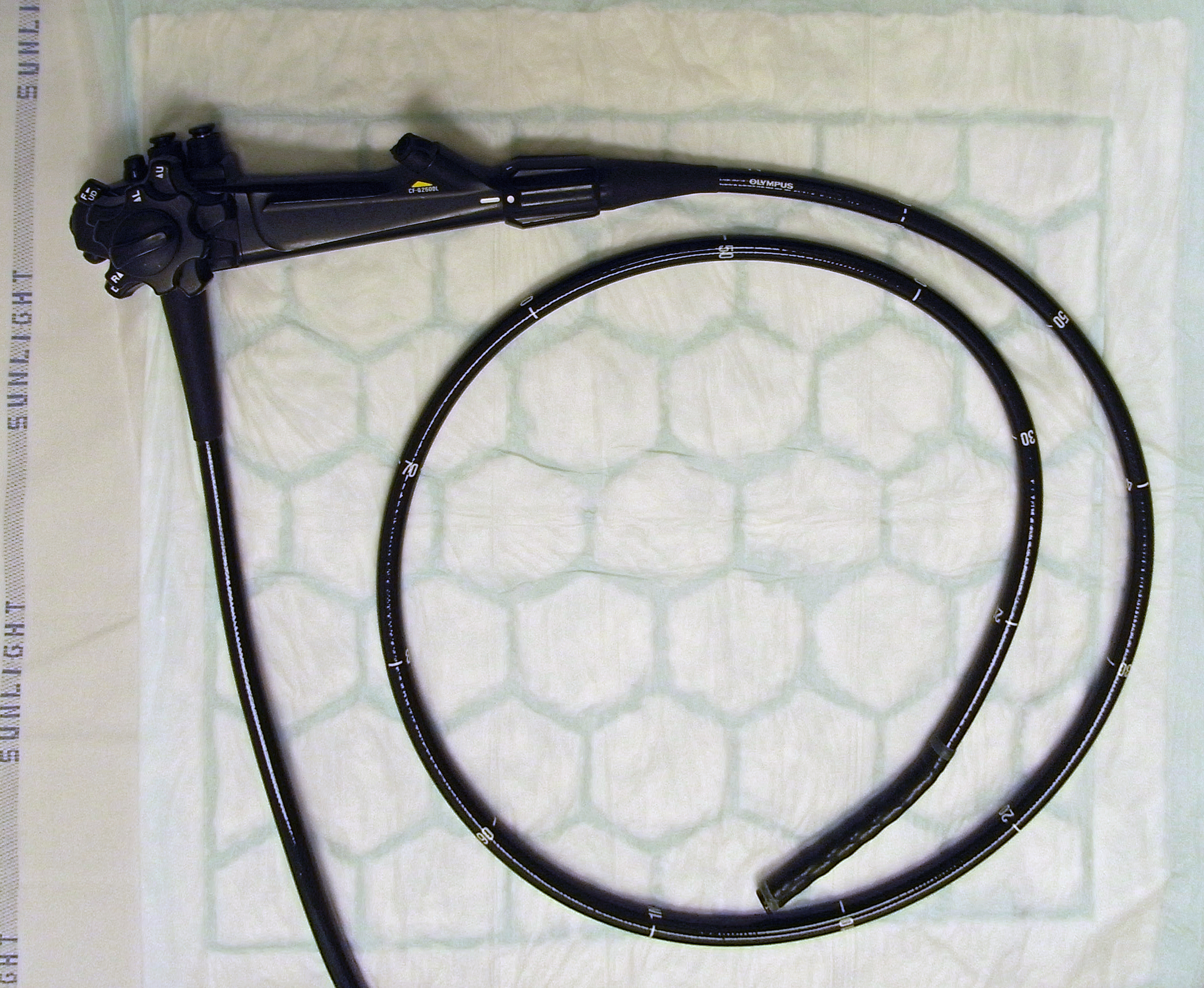
Koloskop mit variabler Biegsamkeit

Das flexible Koloskop hat einen Durchmesser von etwa 1 cm und eine Länge von zirka 1,2 Metern. Zumeist wird heute ein Video-Koloskop verwendet, das an der Spitze eine Kamera besitzt und das Bild auf einen Monitor überträgt. So ist es möglich, dass der Patient die Untersuchung mitverfolgen kann.
Das Koloskop ist mit einer Absaugvorrichtung ausgerüstet, um flüssige Stuhlreste und Spülflüssigkeit absaugen zu können. Ein Arbeitskanal ermöglicht das Einführen von kleinen Instrumenten (Zangen und Schlingen), mit denen kleine Gewebeproben bzw. Polypen entnommen werden können.

## Sedierung und Überwachung
Die Koloskopie wird von einem Arzt entweder in einer Praxis oder einer Klinik durchgeführt. Man kann zu dieser Untersuchung auf Wunsch ein Beruhigungsmittel, z. B. Midazolam, bei Bedarf in Verbindung mit einem Schmerzmittel wie Pethidin oder Tramadol, gespritzt bekommen, um die Untersuchung angenehmer zu gestalten. Inzwischen wird die Untersuchung auch unter Kurznarkose, meist mit dem Narkosemittel Propofol, durchgeführt, sodass die Patienten von der gesamten Prozedur nichts mitbekommen. Jedoch ist dabei zu beachten, dass die Sedierung bzw. Kurznarkose für mindestens 50 % der bei der Untersuchung auftretenden Komplikationen verantwortlich ist. Insbesondere ist sie die wesentliche Ursache kardiopulmonaler (d. h. das Herz-Kreislauf-System und die Atmung betreffender) Komplikationen, die die häufigste Ursache von Todesfällen im Zusammenhang mit einer Koloskopie darstellen.
Das Vorschieben des Gerätes kann zum Zug an den Aufhängebändern des Kolons (Dickdarm) führen. Dabei können Schmerzen auftreten. Diese Schmerzen sind jedoch mit den o. g. Medikamenten vollständig unterdrückbar, sodass kein Patient mehr unter der Untersuchung leiden muss. Möchte der Patient also zunächst wach bleiben und die Untersuchung am Monitor verfolgen, so besteht bei Beschwerden jederzeit die Möglichkeit, dann noch eine Sedierung oder Kurznarkose zu erhalten.
Während der Sedierung wird der Patient kontinuierlich überwacht. In der Regel wird ein Messfühler am Finger des Patienten angebracht, der die Sauerstoffsättigung und den Puls misst (Pulsoximetrie). Bei Risikopatienten wird ggf. auch der Blutdruck mehrfach gemessen.

## Untersuchungsablauf
Zu Beginn der Untersuchung liegt der Patient auf dem Rücken. Während ggf. die Sedierung oder Narkose zu wirken beginnt, wird der Patient mit leicht angewinkelten Beinen in eine stabile linksseitige Lage gebracht. Das Instrument wird unter Sicht mit Begradigungs- oder Umlagerungsmanövern vorgeschoben, bis der Blinddarm (Caecum) bzw. der letzte Teil des Dünndarmes (terminales Ileum) erreicht ist. Beim Rückzug des Koloskops wird dann mittels Luftinsufflation (Lufteinblasung) der Darm zur Entfaltung gebracht und die gesamte Darmschleimhaut sorgfältig nach krankhaften Veränderungen abgesucht. Die Untersuchung dauert normalerweise etwa 25 Minuten.
Das zur Darmentfaltung eingeblasene Luftvolumen von einigen Litern kann während und auch nach der Untersuchung kurzzeitig Darmblähungen verursachen, die allerdings meist schnell wieder verschwinden. Die Verwendung von CO2 anstelle von Raumluft kann das Problem minimieren, da CO2 von der Darmschleimhaut bis zu 150-mal schneller resorbiert wird.

## Befunde
- Aussackungen (Divertikel)
- Polypen
- Entzündungen (z. B. chronisch-entzündliche Darmerkrankungen, pseudomembranöse Colitis)
- Geschwüre (Ulcera)
- Tumoren
- Engstellen (Stenosen)
- Schleimhautblutungen
- Fremdkörper, Parasiten

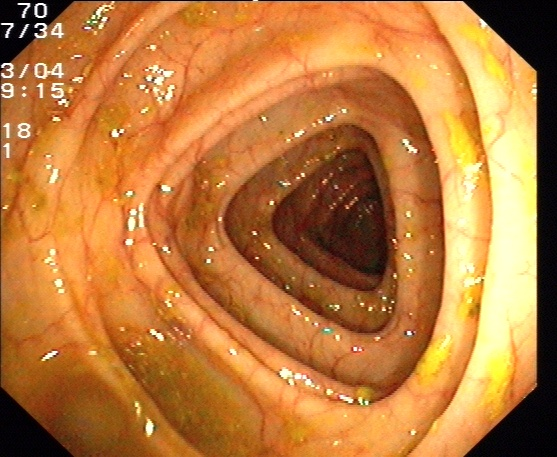
Normaler Dickdarm (Colon transversum)
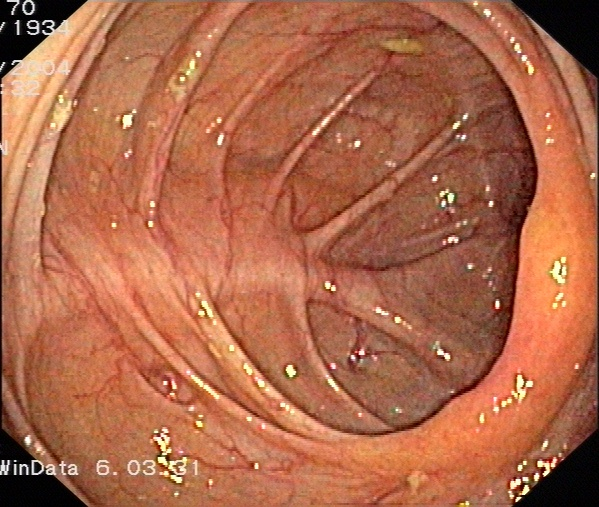
Normaler Blinddarm mit Bauhinscher Klappe (Colon ascendens)
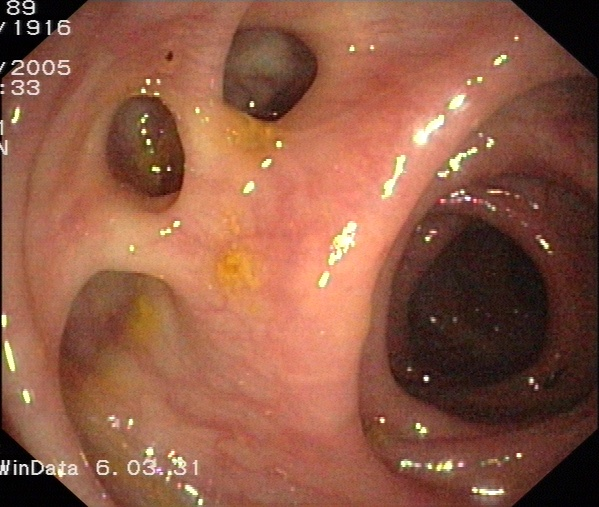
Sigma-Divertikel
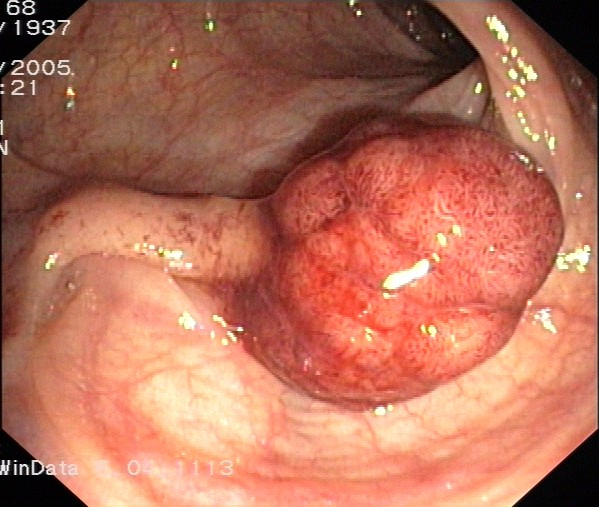
Gestielter Dickdarmpolyp
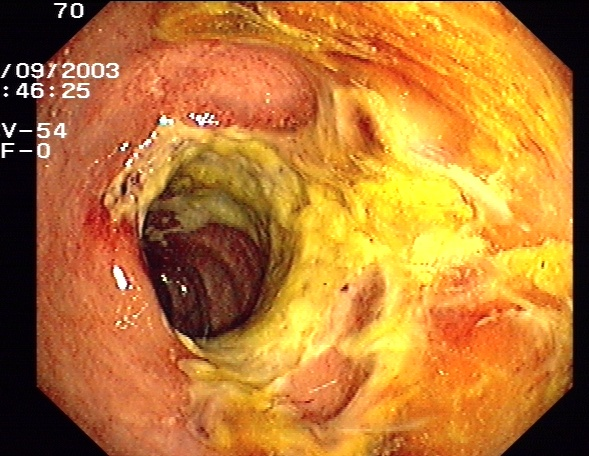
Kolitis
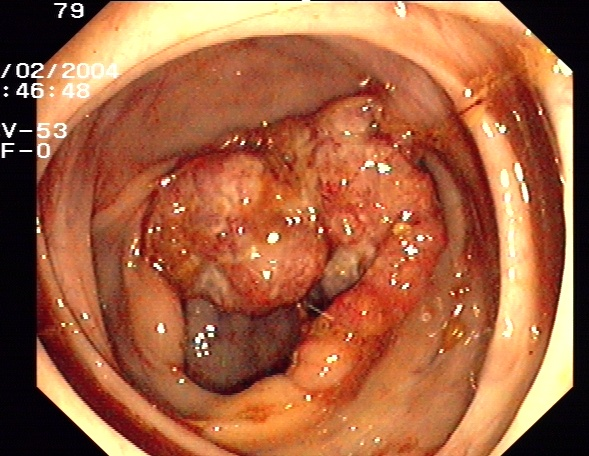
Zirkulärer Dickdarmkrebs
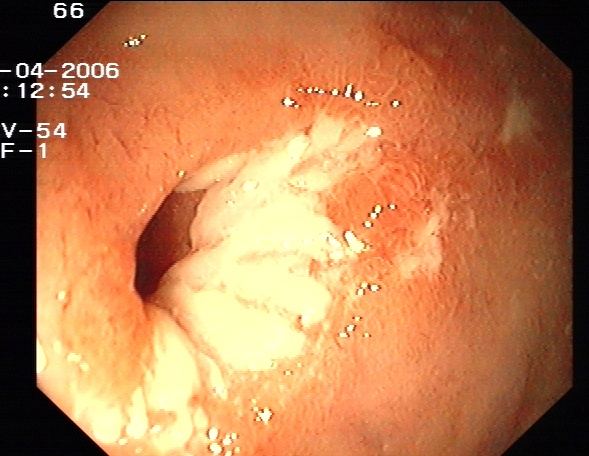
Entzündliche Dickdarm-Stenose
Angiodysplasie im Blinddarm

## Therapie

### Divertikel
Divertikel bedürfen keiner Therapie und sind auch nicht als Krankheit anzusehen. Lediglich bei einer Blutung aus Divertikeln ist in sehr seltenen Fällen eine Blutstillung endoskopisch möglich. Ebenfalls kann eine Divertikulitis diagnostiziert werden, wobei während der Entzündungsphase wegen einer möglichen Perforation der entzündeten und dadurch leichter verletzbaren Darmwand von einer Koloskopie abzuraten ist.

### Polypen
Polypen sind makroskopisch sichtbare, meist gestielte Ausstülpungen der Mukosa. Im Laufe mehrerer Jahre können sie entarten und zu Dickdarmkrebs (siehe auch Adenom-Karzinom-Sequenz) führen, und sie werden deshalb (auch im Rahmen von Vorsorgekoloskopien) in derselben Sitzung entfernt.

### Entzündungen/Geschwüre
Zur genaueren Differenzierung von entzündlichen Veränderungen und Geschwüren werden mit einer durch das Endoskop geschobenen Zange Proben aus der Schleimhaut entnommen (Biopsie) und/oder gezielt Sekret zur bakteriologischen Untersuchung gewonnen.

### Tumoren

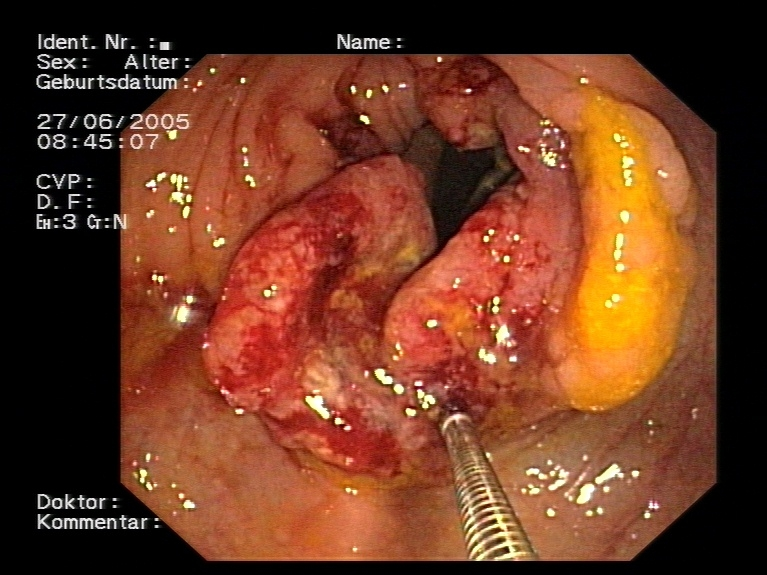
Biopsie eines tumorverdächtigen Bezirks

Bei Tumoren und hier insbesondere dem Dickdarmkrebs (Kolonkarzinom) werden zur genauen feingeweblichen Untersuchung Gewebsproben Biopsien entnommen. Bei nicht mehr operablen Patienten kann endoskopisch bei hochgradiger Einengung ein Stent eingelegt werden, um die Kotpassage zu ermöglichen und einen künstlichen Darmausgang (Anus praeter) zu vermeiden. In einer groß angelegten Studie im Saarland konnte gezeigt werden, dass Personen, die sich innerhalb der letzten zehn Jahre einer vorbeugenden Koloskopie (Krebsvorsorge) unterzogen hatten, deutlich weniger häufig fortgeschrittene Krebsvorstufen hatten als die Personen einer Vergleichsgruppe, die sich zum ersten Mal einer Koloskopie unterzogen (6,1 % zu 11,4 %).

### Stenosen
Bei Engstellen kann durch das Endoskop ein Ballon eingeführt werden, der nach Füllung mit Luft oder Wasser die Engstelle aufdehnt (Ballondilatation). Diese Therapie ist jedoch nur Spezialisten vorbehalten, da die Gefahr des Darmrisses (Perforation) besteht.

### Blutungen
Blutungen treten auf bei:
- entzündlichen Veränderungen
- Divertikelblutungen
- Hämorrhoiden-Blutungen
- Gefäßfehlbildungen (Angiodysplasien)
- Geschwüren (Ulcera)

Blutungen können endoskopisch mit Einspritzen von Medikamenten oder durch Hitze (Koagulation) gestillt werden.

## Komplikationen
Die Koloskopie gilt heutzutage als Routineuntersuchung und damit als besonders sicher und risikoarm. Dennoch können Komplikationen mit gesundheitsbeeinträchtigenden Folgen für den Patienten auftreten.
Mögliche Komplikationen sind Perforationen (Verletzung der Darmwand), die durch das Endoskop oder durch das Einblasen von Luft auftreten können. Dabei kann es zum Übertritt von Darminhalt und Bakterien in die Bauchhöhle kommen, diese können im weiteren Verlauf eine Operation nötig machen. Nicht auszuschließen sind auch Blutungen und Nachblutungen der Darmwand, die durch das Abtragen von Polypen (Geschwulste der Schleimhaut) und/oder Gewebe entstehen können. Meist können diese schon während der Koloskopie durch Unterspritzung, die Anbringung von Hämoclips oder andere Verfahren gestillt werden. Eine Sepsis (Blutvergiftung) kann als Folge einer Einschwemmung von Darmbakterien in die Blutbahn auftreten und die Gabe von Antibiotika nötig machen. Durch eine zu hohe Dosierung der Beruhigungsmittel oder eine allergische Reaktion auf verabreichte Medikamente kann es zu Störungen der Atem- und Herz-/Kreislauffunktion bis hin zum Herzstillstand kommen.
Das Risiko für die meisten Komplikationen ist bei älteren Patienten (mit schwerwiegenden Begleiterkrankungen) höher als bei jüngeren Patienten. Komplikationen können unter Umständen auch auftreten, wenn die Koloskopie durch einen nicht ausreichend erfahrenen Arzt vorgenommen wird.

## Nutzen als Vorsorgeuntersuchung
Die Darmspiegelung oder Koloskopie kann in Deutschland als Vorsorgeuntersuchung ab dem 50. Lebensjahr in der gesetzlichen Krankenversicherung in Anspruch genommen werden. Eine zweite Untersuchung kann im Abstand von zehn Jahren durchgeführt werden.
Der Nutzen einer Vorsorgeuntersuchung bedarf der Abwägung zwischen der tatsächlichen Wirksamkeit sowie möglichen negativen Folgen wie Komplikationen. Wie andere präventive Maßnahmen gibt es auch bei der Koloskopie die Möglichkeit der Überdiagnose. Hierbei werden durch die Untersuchung krankhafte Veränderungen festgestellt und therapiert, die möglicherweise auch ohne Behandlung die Lebenserwartung und Lebensqualität eines Menschen nicht beeinträchtigt hätten.
Im Rahmen der Vorsorge werden Patienten ohne bestimmte Symptome einer Koloskopie unterzogen. Dementsprechend wird bei den meisten Patienten kein bestehender Darmkrebs festgestellt. Hingegen wurden bei 114 von 1.000 Patienten, die zuvor noch keine Darmspiegelung erhielten, Adenome (Polypen) diagnostiziert. Diese können sich zu einem kolorektalen Karzinom, dem bösartigen Darmkrebs, entwickeln. Komplikationen, die den Verdauungstrakt oder das Herz-Kreislauf-System betreffen, treten bei 35 von 10.000 Untersuchungen auf. Weitere Komplikationen können jedoch in den folgenden Tagen nach der Untersuchung auftreten.
Die Zuverlässigkeit der Darmspiegelung ist hoch. Etwa 97 % der vorhandenen Adenome, mögliche Vorstufen eines Karzinoms, werden erkannt. Die Qualität hängt jedoch auch von der Erfahrung des Untersuchenden ab. Um eine ambulante Darmspiegelung mit der gesetzlichen Krankenversicherung abrechnen zu dürfen, muss ein Arzt in Deutschland daher 200 Untersuchungen und 10 Polypenabtragungen im Jahr nachweisen.
Eine Langzeitstudie aus den USA mit einer Nachbeobachtungszeit von bis zu 23 Jahren ergab eine Senkung der Sterblichkeit an Darmkrebs um 53 % bei Personen, die eine Darmspiegelung mit Entfernung von Darmpolypen durchführen ließen. Die Koloskopiegruppe wurde hierbei nicht mit einer realen, unbehandelten Gruppe verglichen, sondern mit einer statistisch erwarteten Sterblichkeitsrate; nach im Mittel 15 Jahren Beobachtungszeit waren an Darmkrebs 12 von 2602 Patienten gestorben (0,5 %) statt der statistisch erwarteten 25 Patienten (1 %). An anderen Ursachen starben rund 48 % der Patienten im Nachbeobachtungszeitraum. Für jede 195. durchgeführte Darmspiegelung konnte demnach ein Todesfall durch Darmkrebs verhindert werden. Inwiefern jedoch die Lebenserwartung durch die Vorsorgeuntersuchung erhöht wird, ist unbekannt.
Weitere Studien, die genauere Aussagen zu den Auswirkungen der Darmspiegelung als allgemeine Vorsorgeuntersuchung treffen können, werden derzeit in Nordeuropa, Spanien und den USA durchgeführt. Ergebnisse werden jedoch erst im Jahr 2021 verfügbar sein.
Eine Fall-Kontroll-Studie, die 2013 in den Annals of Internal Medicine publiziert wurde, kam zu einer möglichen Senkung der Darmkrebserkrankungen durch eine Vorsorge-Koloskopie um mehr als zwei Drittel. Die Ergebnisse gleichen also einer deutschen Untersuchung aus dem Jahr 2011.
Mit der Northern-European Initiative on Colorectal Cancer wurde erstmals eine prospektive Studie zum Nutzen der Koloskopie durchgeführt. Finanziert wurde sie vom Staat Norwegen. Ab 2009 wurden insgesamt 84585 Teilnehmer aus nordeuropäischen Ländern rekrutiert und randomisiert den Fall- und Kontrollgruppen zugeteilt. Nach 10 Jahren Beobachtungszeit ergaben sich folgende Ergebnisse: Das Risiko, an Darmkrebs zu erkranken konnte um 18 % gesenkt werden. Es waren 455 Koloskopien erforderlich, um 1 Fall von Darmkrebs zu verhindern. Das Risiko, im Beobachtungszeitraum an Darmkrebs zu versterben, konnte um 10 % gesenkt werden. Das Sterberisiko für alle Ursachen unterschied sich zwischen den Gruppen nicht.

## Geschichte
In den 1960er Jahren entwickelten Dr. Niwa und Dr. Yamagata von der Universität Tokio das Gerät. Nach 1968 leisteten Dr. William Wolff und Dr. Hiromi Shinya Pionierarbeit bei der Entwicklung des Koloskops. Ihre Erfindung im Jahr 1969 in Japan war ein Fortschritt gegenüber dem Bariumeinlauf und dem flexiblen Sigmoidoskop, da damit Polypen aus dem gesamten Dickdarm sichtbar gemacht und entfernt werden konnten. Wolff und Shinya plädierten für ihre Erfindung und veröffentlichten viele der frühen Beweise, die erforderlich sind, um die Skepsis gegenüber der Sicherheit und Wirksamkeit des Geräts zu überwinden. Die Koloskopie mit CCD-Erfindung und Markt wird von Fujifilm, Olympus und Hoya in Japan angeführt. Im Jahr 1982 berichtete Dr. Lawrence Kaplan von der Aspen Medical Group in St. Paul, MN, über eine Reihe von 100 aufeinanderfolgenden Koloskopien und oberen Endoskopien, die in einer freistehenden Klinik kilometerweit vom nächsten Krankenhaus entfernt durchgeführt wurden, um die Sicherheit und Kosteneffizienz dieser ambulanten Verfahren zu demonstrieren. (Persönliche Mitteilung an die Gemeinsame Kommission für ambulante Versorgung, Mai 1983)